# چاه شیرمحمد (سراوان)
چاه شیرمحمد، روستایی در دهستان گشت بخش مرکزی شهرستان سراوان در استان سیستان و بلوچستان ایران است.

## جمعیت
بر پایه سرشماری عمومی نفوس و مسکن در سال ۱۳۹۵، جمعیت این روستا برابر با ۳۷ نفر (۹ خانوار) بوده‌است.